# Non è facile essere uomini
A Non è facile essere uomini Toto Cutugno 1991-ben megjelent stúdióalbuma. A Che donna és a C'è la RAI című dalok népszerűek lettek.

## Dalok
1. Quelli come noi
2. Voglio che tu sia
3. Ocio
4. Quelle sere
5. Fino all'utimo
6. C'è la RAI
7. Stasera parliamo di donne
8. Week end in città
9. L'amore è
10. Un vecchio appena nato
11. Che donna (Ma che donna)
12. Come è difficile essere uomini

## Közreműködő zenészek
- Toto Cutugno - ének, szintetizátorok, tangóharmonika
- Paolo Steffan - gitár, programok
- Giorgio Cocilovo - gitár
- Luca Colombo - gitár
- Claudio Bazzari - gitár
- Pinuccio Angelillo - szaxofon
- Marina Balestrieri, Roberto Barone, Wanda Radicchi, Paola Folli, Moreno Ferrara, Silvio Pozzoli - vokál